# 哈姆
哈姆（德語：Hamm，發音：[ham] ⓘ）是德国北莱茵-威斯特法伦州阿恩斯贝格行政区的非县辖城市，位於魯爾區東北部，利珀河畔，面积226.43平方千米，2023年12月31日人口为180,761人。

## 歷史
该地名“Hamm”由“Hamme”逐渐演变而来。在十九世紀工業革命時，哈姆與其他魯爾區城市一樣，開始有煤和鋼鐵的生產。在1914年，連接對外的運河啟用；而到了1938年，A2公路正式直達哈姆。
在二次大戰期間，哈姆內城有60%被美、英為首的盟軍炸毀。
隨著煤炭的需求下降，哈姆與整個魯爾區一樣，煤炭業衰落，礦場、工廠大量關門。在1965年，A1公路直達哈姆。
1930年之前，哈姆曾是哈姆县的县治。1930年，该县行政机构由哈姆迁至翁纳。同年10月17日，该县更名为翁纳县。

## 交通
哈姆位于A1和A2公路上。哈姆火车总站是重要的铁路枢纽，以其独特的车站建筑而闻名。

## 友好城市
哈姆与以下城市结为友好城市：
- 法國 讷沙托（1967年
- 美国 圣莫尼卡（1969年）
- 英格兰 布拉德福德市（1976年）
- 美国 查塔努加（1977年）
- 墨西哥 馬薩特蘭（1978年）
- 法國 图勒（1987年）
- 德国 奥拉宁堡（1990年）
- 波蘭 卡利什（1991年）
- 土耳其 阿菲永卡拉希萨尔（2006年）